# Karel Geraerts
Karel Geraerts (* 5. Januar 1982 in Genk) ist ein belgischer Fußballtrainer und ehemaliger -spieler. Während seiner Spielerkarriere war der als torgefährlich geltende defensive Mittelfeldspieler Nationalspieler seines Landes und gewann mit dem FC Brügge die belgische Meisterschaft. Mit dem FC Brügge sowie mit Standard Lüttich wurde er mehrmals nationaler Pokalsieger. Ab Anfang Oktober 2023 bis zu seiner Freistellung im September 2024 war er Cheftrainer des FC Schalke 04. Zurzeit trainiert er Stade Reims.

## Spielerkarriere

### Im Verein
Karel Geraerts spielte in seiner Jugend ab 1989 beim Provinzklub Cercle Maasmechelen. 1996 schloss er sich dem KRC Genk an, ehe er zwei Jahre später in den Nachwuchs des belgischen Spitzenclubs FC Brügge aufgenommen wurde und für diesen auch seine ersten Spiele im Profifußball absolvierte. Zwischen 2000 und 2004 kam er jedoch nur auf neun Ligaspiele, in denen er torlos blieb. Dennoch konnte er je ein Mal den Pokal und die Meisterschaft mit seiner Mannschaft gewinnen. Auch erreichte er drei Supercupsiege mit dem Klub aus Brügge.
Im Januar 2004, nachdem er die gesamte Hinrunde ohne Einsatz geblieben war, wurde er bis zum Saisonende an den Ligarivalen SC Lokeren ausgeliehen, für den er 16 Mal in der Rückrunde spielen durfte. Im folgenden Sommer verließ er Brügge und unterschrieb einen langfristigen Vertrag bei Standard Lüttich. Bei Standard konnte er sich zum Führungsspieler entwickeln und wurde Nationalspieler. Für einen Titel reichte es mit Standard aber nie, auch wenn einmal die Vizemeisterschaft und einmal das Pokalfinale erreicht wurde.
Von Sommer 2007 bis Sommer 2011 spielte Karel Geraerts wieder bei seinem früheren Klub und den zum Zeitpunkt des Wechsels amtierenden Pokalsieger FC Brügge. Von 2011 bis 2014 spielte er beim Erstligisten Oud-Heverlee Löwen sowie anschließend von 2014 bis 2016 für den Ligakonkurrenten Sporting Charleroi. Nach dem Ende seines Vertrags beendete er dort seine Spielerkarriere.

### Nationalmannschaft
Nachdem Geraerts zuvor beim belgischen Fußballverband die Jugend-Nationalmannschaften von der U16 bis zur U21 durchlaufen hatte, debütierte er im September 2005 in der belgischen A-Nationalmannschaft und bestritt mit ihr bis Ende 2009 insgesamt 20 Länderspiele.

## Trainerkarriere
Im Juli 2017 wurde er beim KV Ostende Sportkoordinator und war damit auch für die Betreuung der Spieler zuständig. Nachdem Ostende aus den ersten sieben Spielen nur einen Punkt geholt hatte, wurde er Mitte September 2017 genauso wie Trainer Yves Vanderhaeghe entlassen.
Im Juli 2019 fand er eine Anstellung beim Zweitdivisionär Royale Union Saint-Gilloise als Co-Trainer unter Thomas Christiansen. Diese Position behielt er auch unter dem neuen Cheftrainer Felice Mazzù ab Mai 2020. Zur Saison 2021/22 stieg der Verein in die Division 1A auf und beendete dort die Hauptrunde als Erster. Die anschließenden Meister-Play-offs wurden als Zweiter beendet, so dass man sich die Vizemeisterschaft sichern konnte.
Nach dem Abgang von Felice Mazzù am Saisonende wurde Geraerts im Juni 2022 zum neuen Cheftrainer der Mannschaft berufen und mit einem unbefristeten Vertrag ausgestattet. Geraets erreichte mit Royale Union das Viertelfinale der UEFA Europa League 2022/23, wo man gegen Bayer 04 Leverkusen ausschied. Im belgischen Pokal konnte die Mannschaft ins Halbfinale einziehen, wo man jedoch am späteren Pokalsieger Royal Antwerpen scheiterte. In der Liga erreichte der Verein in der Hauptrunde den zweiten Platz und schloss nach den Meister-Play-offs die Saison als Drittplatzierter ab. Da Meister Royal Antwerpen zugleich Pokalsieger wurde, qualifizierte sich Royale Union damit für die Play-off-Runde der Europa League. Nach Saisonende konnte bei der Saisonanalyse zwischen Verein und Trainer keine Einigung über Vertragsdetails für die neue Saison erzielt werden. Trotz bestehenden Vertrags hielt der Verein dies für keine ausreichende Grundlage, um die Zusammenarbeit fortzusetzen.
Anfang Oktober 2023 übernahm er den deutschen Zweitligisten FC Schalke 04 mit einem Vertrag bis zum 30. Juni 2025. Der Bundesliga-Absteiger stand nach dem 9. Spieltag der Saison 2023/24 mit 7 Punkten auf dem 16. Platz. Nach teilweise wechselhaften Leistungen führte er die Mannschaft auf den zehnten Tabellenplatz, dabei wurde mit insgesamt 43 geholten Punkten der vom Aufsteiger SV Wehen Wiesbaden belegte Relegationsplatz bei Saisonende um elf Punkte distanziert. Im Sommer 2024 strukturierte der Verein den Trainerstab teilweise um, Geraerts erhielt mit Torwarttrainer Stephan Loboué und Peter Balette zwei von ihm gewünschte Assistenten. Zusätzlich verpflichtete der FC Schalke 04 den ehemaligen Schalke-Spieler Sidney Sam als weiteren Co-Trainer. Am 21. September 2024 wurde Geraerts nach vier Punkten aus den ersten sechs Spielen der Saison 2024/25 und zuletzt einer 3:5-Niederlage nach 3:0-Führung freigestellt.
Im Sommer 2025 wurde er Cheftrainer des französischen Zweitligisten Stade Reims und unterschrieb dort einen Vertrag bis 2027.

## Titel als Spieler
- Belgischer Meister: 2003
- Belgischer Pokalsieger: 2002
- Belgischer Supercupsieger: 2002, 2003, 2004